# وسام التاج (بلجيكا)
وسام التاج البلجيكي هو الوسام الوطني لمملكة بلجيكا، وهو أعلى وسام شرف يمنح في بلجيكا.

## درجات الوسام
- الصليب الأكبر.
- ضابط كبير.
- قائد.
- ضابط.
- فارس.
- النخيل الذهبية.
- النخيل الفضية.
- الميدالية الذهبية.
- الميدالية الفضية
- الميدالية البرونزية.

## حائزون على الوسام
- جاي فيرهوفشتان.[2]
- عبد الله صلاح، وزير الخارجية الأردني الأسبق.[3]